# Automatische treinbeïnvloeding
Pour les articles homonymes, voir ATB.

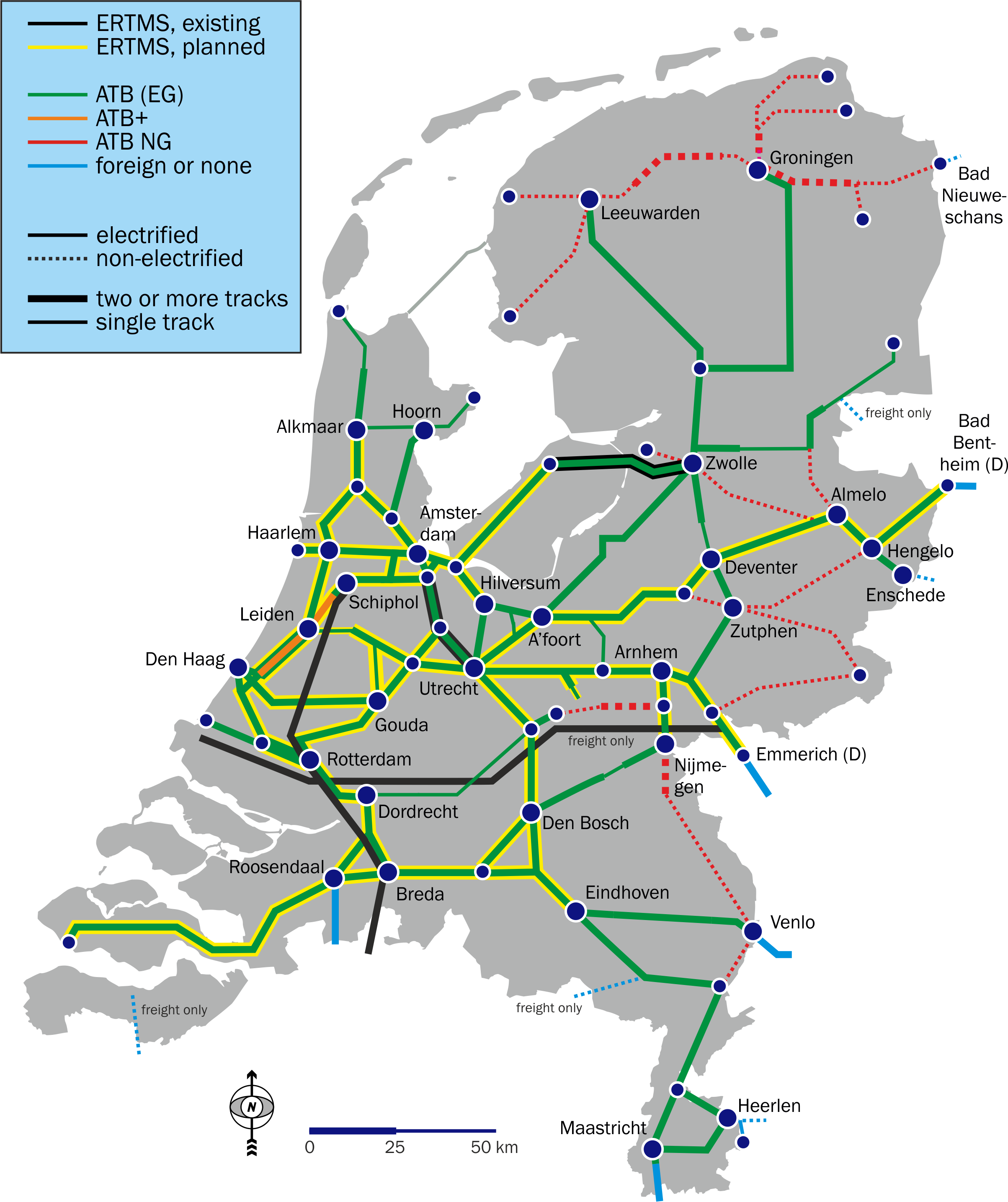
Carte du système datée de 2014. Les deux lignes à grande vitesse reliant Schiphol à la frontière belge et le port de Rotterdam à la frontière allemande sont équipées de l'ETCS.

L'ATB, abréviation pour Automatische treinbeïnvloeding en néerlandais, est le système de contrôle de vitesse des trains utilisé aux Pays-Bas. Il en existe plusieurs versions.

## ATB-EG
L'ATB-EG (pour ATB éérste generatie : première génération) ou plus simplement ATB, est la version généralisée sur le réseau néerlandais. Son développement a commencé dans les années 1950, et a été accéléré à la suite d'un accident à Harmelen le 8 janvier 1962 ayant fait 91 morts. Il fonctionne par l'émission d'impulsions à 75 Hz à différentes fréquences dans les voies, correspondant à des codes.
| Lampe | Vitesse autorisée par l'ATB                                                                     | Impulsions par minute |
| ----- | ----------------------------------------------------------------------------------------------- | --------------------- |
|       | 40 km/h                                                                                         | Aucune                |
| 6     | 60 km/h                                                                                         | 220                   |
| 8     | 80 km/h                                                                                         | 180                   |
| 13    | 130 km/h Non présent sur les engins ne dépassant pas les 130 km/h                               | 120                   |
|       | Vitesse maximale de l'engin (maximum 140 km/h)                                                  | 96                    |
| BD    | Plus de contrôle (commutation hors service) En néerlandais, Buiten Dienst signifie hors service | 75                    |

### ATB-E
L'ATB Eenvoudig (ATB simple) est une version simplifiée de l'ATB-EG majoritairement utilisée pour les engins historiques.

### ATB++/ATB-VV
L'ATB-EG a un défaut majeur : il n'empêche pas le franchissement irrégulier des signaux à l'arrêt (stoptonend sein).
Pour en partie y remédier, les autorités ont installé actuellement à un millier d'endroits considérés comme les plus dangereux un système complémentaire : l'ATB++ ou ATB-VV (pour ATB Verbeterde Versie, version améliorée).
Il fonctionne avec trois balises placées en amont du signal protégé, et limitant à chaque fois un peu plus la vitesse, de manière à avoir une approche prudente du signal fermé.

## ATB-NG
L'ATB-NG (ATB nieuwe generatie, nouvelle génération) est un système destiné à pallier les divers inconvénients de l'ATB-EG :
- il n'empêche pas les franchissements irréguliers de signaux à l'arrêt ;
- les paliers entre chaque code sont parfois élevés (particulièrement entre 80 km/h et 130 km/h) ;
- il ne permet pas des vitesses supérieures à 140 km/h ;
- un mauvais contact électrique rail-roue (dû à la rouille) peut entraîner des erreurs lors de la réception des codes.

L'ATB-NG fonctionne avec des balises identiques[réf. nécessaire] aux balises TBL 2/3 ; cependant, la gradation des vitesses autorisées est affichée en dizaines de kilomètres par heure.
Sur les lignes équipées d'ATB-EG et pas d'ATB-NG, l'appareillage à bord se sert des informations de l'ATB-EG.

### ATB+
L'ATB+ (appellation technique : ATBM+) est employée sur le tronçon de LGV reliant Den Haag Mariahoeve à Hoofddorp pour permettre aux TGV Thalys de rouler à 160 km/h : l'ATB-EG donne le code 140 km/h, et en même temps des balises ATB-NG émettent un signal spécial ATBM+, la combinaison des deux autorisant la vitesse de 160 km/h. En effet, le reste de la ligne est équipé de l'ETCS (Système européen de contrôle des trains) pour permettre un suivi global des trains internationaux. Sur cette portion où le système redevient néerlandais, des trains régionaux empruntent les voies à grande vitesse pour desservir l'aéroport d'Amsterdam-Schiphol.

## ETCS
Le Système européen de contrôle des trains est en cours d'installation sur le réseau néerlandais depuis 2007 et sera en service sur toutes les lignes électrifiées en 2030 quand les trains intérieurs auront été mis au niveau pour recevoir les informations du système dans la cabine de pilotage. L'ATB devrait donc disparaître dans quelques années sur ces lignes et uniquement subsister pour sécuriser les voies non-électrifiées. Les lignes nouvelles, c'est-à-dire la HSL-Zuid (LGV Schiphol – Rotterdam – Breda – frontière belge), les autres LGV si et quand il y en aura, et la ligne de la Betuwe (ligne à marchandises reliant le port de Rotterdam à l'Allemagne) en sont équipées dès leur installation.